# Tatarmagla
Tatarmagla är en ort i Azerbajdzjan.   Den ligger i distriktet Nefttjala, i den sydöstra delen av landet, 120 km sydväst om huvudstaden Baku. Antalet invånare är 1 111.
Terrängen runt Tatarmagla är mycket platt. Närmaste större samhälle är Neftçala, 12,8 km sydost om Tatarmagla.
Trakten runt Tatarmagla består till största delen av jordbruksmark. Runt Tatarmagla är det ganska glesbefolkat, med 47 invånare per kvadratkilometer.